# 伯奈利M1 Super 90半自動霰彈槍
伯奈利M1（Super 90）（英語：Benelli M1 Super 90）是一款由意大利槍械製造商伯奈利所設計及生產的半自動散彈槍，發射12鉛徑或20鉛徑霰彈。

## 簡介
伯奈利M1是可得軍方、執法單位、民用三方所接受的霰彈槍，其最大特徵是伯奈利专利的後座作用系統—慣性後坐，有著高度可靠性和容易的維護的優點，惟其慣性後坐系統的設計問題，伯奈利M1需要大量高壓火藥燃氣以確保其循環正常。
標準型伯奈利M1的特徵是使用了鋁合金製造、管式彈倉和可轉換標準手握式槍托或手槍握把槍托。伯奈利M1適合使用傳統的缺口式照門或鬼環式照門，另外亦可安裝雷射瞄準器或戰術燈等戰術配件。

## 使用國
- - 克羅地亞軍隊特種作戰營（英语：Special Operations Battalion (Croatia)）
- 法國
  - 國家憲兵干預組
  - 法國國家警察搜索、援助、干預、威懾[1]
- 香港
  - 香港警務處
    - 機場特警組
    - 特別任務連
- 義大利
- 挪威
- 菲律賓
- 中華民國
  - 內政部警政署維安特勤隊
  - 保鏢單位[2]
- 新加坡
- 瑞典
- 英国
  - 武裝警察單位
- 美国
  - 多個地方警察局

## 流行文化

### 電影
- 2014年—《美國狙擊手》：手槍握把短槍管型，裝上SureFire前護木，由美国海军陆战隊於巡邏期間所使用。

### 电子遊戲
- 2004年—《特種部隊Online》：目前推出的樂透武器版本： 
  - 迷彩BenelliM1

## 資料來源
1. ↑  .   [2016-02-22]. （原始内容存档于2016-03-12）.
2. ↑  .   [2016-05-18]. （原始内容存档于2017-01-05）.

## 外部連結
- （英文）—Modern Firearms—Benelli M1 Super 90 shotguns（页面存档备份，存于）
- （英文）—Remtek.com—Benelli M1 Super 90（页面存档备份，存于）
- （英文）—American Rifleman's Exploded-View Diagram of the Benelli M1 Super 90 Montefeltro Edition
- （英文）—The Firearm Blog—
  - The Benelli M1: Discussion (Part 1)（页面存档备份，存于）
  - Shooting the Benelli M1 (Part 2)（页面存档备份，存于）
- （简体中文）—D Boy Gun World（槍炮世界）—Benelli M1 Super 90（页面存档备份，存于）
- （繁體中文）—Civilian Gunner—Benelli M1Super90（页面存档备份，存于）